# Peribaea malayana
Peribaea malayana là một loài ruồi trong họ Tachinidae.